# Canephorula apiformis
Canephorula apiformis är en biart som först beskrevs av Heinrich Friese 1908.  Canephorula apiformis ingår i släktet Canephorula och familjen långtungebin. Inga underarter finns listade.